# Say No More
Say No More è un album in studio del gruppo musicale britannico Badfinger, pubblicato nel 1981. Si tratta dell'ultimo disco di inediti in studio.

## Tracce
Side 1
1. I Got You - 3:39
2. Come On - 3:24
3. Hold On - 3:24
4. Because I Love You - 2:49
5. Rock 'N' Roll Contract - 5:37

Side 2
1. Passin' Time - 3:30
2. Three Time Loser - 3:30
3. Too Hung Up On You - 3:21
4. Crocadillo - 4:29
5. No More - 3:21

## Formazione
- Tom Evans - basso, chitarra, voce
- Joey Molland - chitarra, piano, voce
- Tony Kaye - tastiere
- Glenn Sherba - chitarra
- Richard Bryans - batteria